# Polittico di san Floriano
Il Polittico di san Floriano è una serie di sei dipinti a olio su tavola di Andrea Bellunello, conosciuto come Andrea di Bortolotto, datato 1480 e conservato nella chiesa di San Floriano a Cella frazione di Forni di Sopra (provincia di Udine). L'opera è firmata e datata "OPERA DE ANDREA/ BELVNELO DE SA/ N VIDO MCCCCLXX/ X." nello scomparto centrale.

## Storia e descrizione
Il polittico prende il nome dal santo titolare della chiesa e si compone di otto tavole, di cui quella centrale di maggiori dimensioni dove è raffigurato san Floriano in età giovanile, in eleganti abiti da cavaliere e che regge nella mano destra un palazzo in fiamme, a rappresentare l'essere considerato protettore degli incendi. La tavola è divisa dalle altre da colonnine tortili. Il polittico si presenta dai colori molto accesi e è conservato come pala dell'altare maggiore.
Ai lati di questa tavola ve ne sono altre quattro di misura inferiore poste su due livelli. Nella prima a sinistra vi è raffigurata sant'Orsola, con la palma simbolo della morte per martirio nella mano sinistra mentre nella destra regge lo stendardo che riconduce alla sua nascita nobile; l'accompagnano un gruppo di giovani vergini che l'avevano seguita in pellegrinaggio verso Roma e che subirono insieme a lei il martirio a Colonia da parte degli Unni.
Corrispondente nel reparto inferiore destro vi sono raffigurate le sante Caterina d'Alessandria con la ruota, simbolo del suo martirio, e santa Barbara con la torre, attributo che la distingue e che riporta alla leggenda che racconta fosse stata rinchiusa in un'alta torre dal padre per nasconderne la bellezza, e santa Dorotea con un cesto di rose. 
Al livello superiore vi sono a sinistra raffigurati i santi Nicolò vescovo, con il pastorale, e sant'Antonio abate con il saio e con il campanello. Corrispondente i santi Volfango negli abiti di abate benedettino e vescovo di Ratisbona raffigurato con la mitra e il pastorale e la scure, attributo che lo identifica, viene indicato come santo patrono dei boscaioli. Sant'Osvaldo gli sta accanto con un corvo tra le mani. 
Termina il polittico la parte superiore con la cornice completa di guglie e pilastrini tortili in stile tardogotico. Nel triangolo laterale sinistro vi è l'affigurato l'angelo annunciante e corrispondente a destra la Madonna annunciata, mentre centrale vi è raffigurata la risurrezione di Cristo con due guardie dormienti.
L'opera è inserita in una elegante cornice dorata d'epoca successiva con due colonne laterali che reggono la trabeazione e il timpano semicircolare spezzato con un putto alato posto centralmente e due laterali. Il lavoro aveva subito un furto nel 1972 per essere poi ritrovato.